# Richard Eisenmenger
Richard Eisenmenger (* 1973 in München; † 2021 in Berlin) war ein deutscher Autor von Fachbüchern über Internetthemen und Videospiele.

## Leben
Nach Erreichen seiner Fachhochschulreife stieß Eisenmenger im Jahr 1991 zum Computer- und Videospielableger Power Play des Heimcomputermagazins Happy Computer (Markt+Technik Verlag), kurze Zeit nachdem Mitgründer Heinrich Lenhardt die Redaktion verließ. Er wechselte ein Jahr später zum Verfassen von Spieleguides und Internet-Technologie-Ratgebern und veröffentlichte bis 2002 als Autor, Koautor und Übersetzer 14 Buchtitel. Nach achtjähriger Tätigkeit als Berater zu Content-Management-Systemen (CMS) im Enterprise-Bereich wandte er sich im Jahr 2015 wieder dem Erstellen von Fachliteratur über die Themen Videospiele und CMS zu.
Eisenmenger erlag im Jahre 2021 einer Krebserkrankung.

## Veröffentlichungen
- WordPress 5 – Das umfassende Handbuch. Rheinwerk Verlag, Bonn 2019, ISBN 978-3-8362-5681-0.
- Nur noch dieses Level – Von Computerfreaks, Games und sexy Elfen. Rheinwerk Verlag, Bonn 2017, ISBN 978-3-8362-4409-1.
- Steampunk: Baue deine Minecraft-Welt. Vierfarben Verlag, Bonn 2017, ISBN 978-3842103399
- Minecraft: the next level. Rheinwerk Verlag, Bonn 2016, ISBN 3-83624-161-7.
- Minecraft: Dein Survival-Guide. Rheinwerk Verlag, Bonn 2016, ISBN 3-83624-016-5.
- Joomla! 3 Das umfassende Handbuch. Rheinwerk Verlag, Bonn 2015, ISBN 3-83623-711-3.
- Microsoft Visual Basic .NET Crashkurs. Microsoft Press, Unterschleißheim 2002, ISBN 3-86063-520-4.
- als Koautor: Musik-CDs brennen. Markt+Technik Verlag, München 2000, ISBN 3-8272-5697-6.
- als Koautor: Populous III. X-Games, München 1999, ISBN 3-82729-037-6.
- als Koautor: Alpha Centauri. X-Games, München 1999, ISBN 3-8272-9066-X.
- als Koautor: Civilization – Call to Power. X-Games, München 1999, ISBN 3-8272-9058-9.
- HTML 4. Markt+Technik Verlag, Haar bei München 1998, ISBN 3-82725-419-1.
- Star-Trek – A final Unity. Brady Games, Haar bei München 1997, ISBN 3-87791-773-9.
- Internet Explorer 4.0. Markt+Technik Verlag, Haar bei München 1997, ISBN 3-8272-5321-7.
- Mein Liebling Tamagotchi/Virtual Pets. Brady Games, 1997, ISBN 1-56686-768-1.
- MIDI-Magie. Markt+Technik Verlag, Haar bei München 1996, ISBN 3-87791-716-X.
- HTML 3.2. Markt+Technik Verlag, Haar bei München 1996, ISBN 3-8272-5199-0.
- Die Star-Wars-Tie-Fighter-Piloten-Power. Markt+Technik Verlag, Haar bei München 1995, ISBN 3-87791-623-6.
- als Übersetzer: PC aufrüsten – illustriert. Markt+Technik Verlag, Haar bei München 1994, ISBN 3-87791-655-4.
- Die Star-Wars-X-Wing-Piloten-Power. Markt+Technik Verlag, Haar bei München 1993, ISBN 3-87791-443-8.
- als Redakteur: Power Play. Markt+Technik Verlag, Haar bei München 1991, ISSN 0937-9754.